# 李卓人

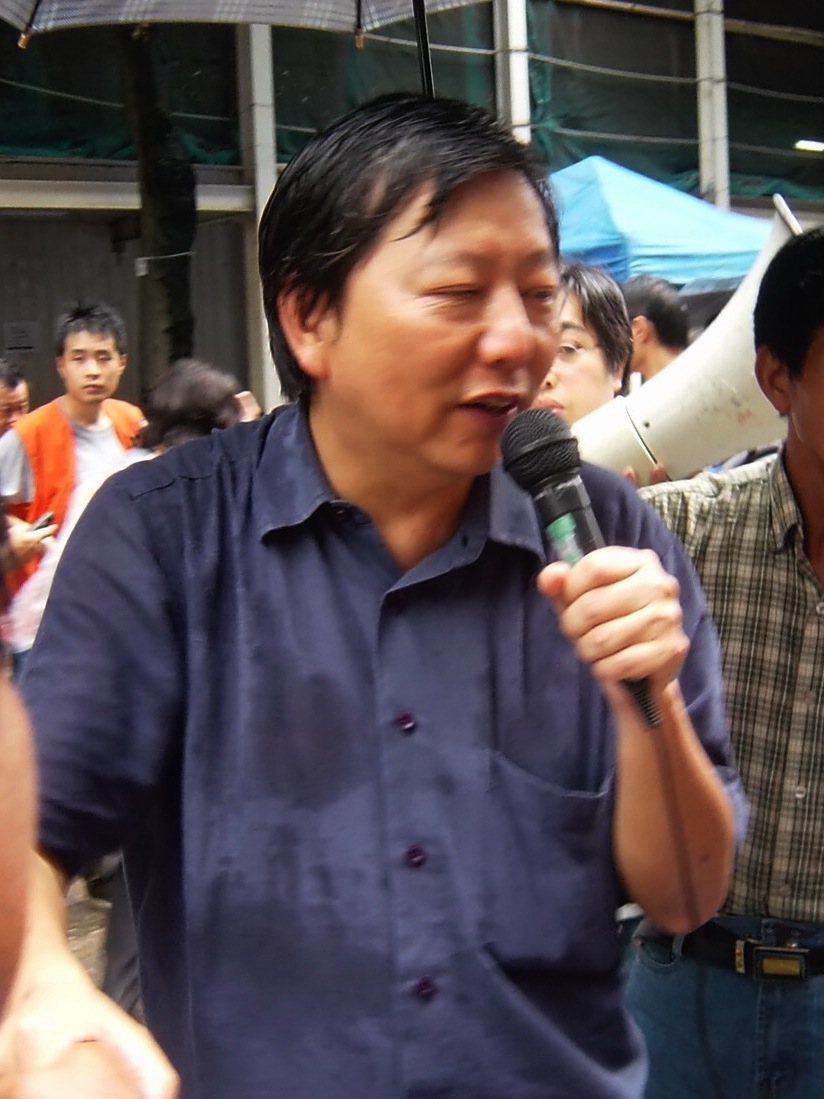
2007年8月，李卓人出席紮鐵工人的示威集會

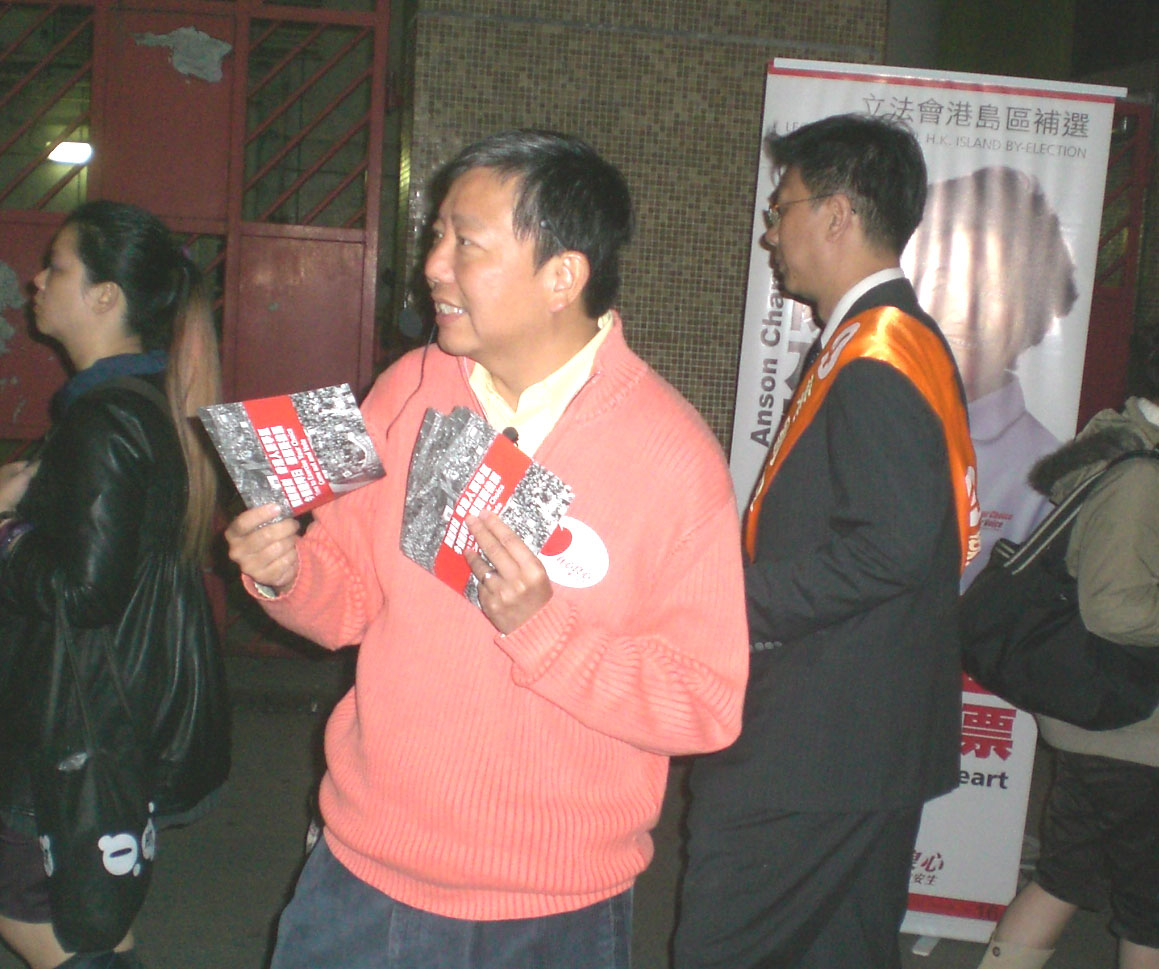
2007年11月，李卓人為立法會港島選區補選助選

李卓人（英語：Lee Cheuk-yan，1957年2月12日—），生於上海，2歲（1959年）隨父母逃港。香港立法會議員（1995年－2016年）、前職工盟秘書長、工黨副主席，前支聯會主席。香港大學土木工程系畢業。

## 背景
祖籍廣東潮陽，上海出生，2歲（1959年）隨父母逃港。祖父是潮汕地主，汕頭祖屋在二三十年代有網球場，母親在上海滬江大學畢業。於1959年為逃避中共「批鬥黑五類」，舉家逃港，一無所有。分別就讀民生書院小學以及民生書院（小一至中七），1978年於香港大學土木工程系畢業（三級榮譽）。他就讀中六時曾報考普通教育高級程度證書（GCE）考試，並獲得3A1B的成績。
1978年大學畢業後，加入聯合醫院旗下觀塘職業健康中心，宣傳職業健康安全資訊。1980年轉投基督教工業委員會，開始處理勞資糾紛、策劃大型工潮。

## 議會生涯
1990年參與成立職工盟，並於1995年補選中首次當選立法局議員。半年後的最後一屆立法局選舉，改選新九組製造界功能界別，並成功取得議席。九七主權移交前，父母再次勸喻李卓人轉行被拒：「已移民美國的父母因曾吃過共產黨的虧，所以再勸我及早離開，老一輩很多有這種想法，認為無得同共產黨鬥。最近他們已降低標準，又再勸我不要罵董建華那麼多，講話不要那麼絕。」
1998年，出戰地區直選的新界西選區，最終成功連任。2000年，以前綫及職工盟名義以一人名單成功連任。2011年，司徒華病逝後，接任支聯會主席，同年與退出公民黨的張超雄、公民起動的何秀蘭、由民協轉投的張國柱成立工黨，並擔任黨主席。2012年，代表工黨出選立法會選舉新界西地區直選，成功當選。
2016年香港立法會選舉，李卓人再次在新界西代表工黨參選，但因雷動計劃影響下，最終與轉區的民協馮檢基、社民連黃浩銘、街工黃潤達等民主派候選人一起落敗，结束21年议会生涯。
2018年11月香港立法會九龍西地方選區補選，在民主派協调下，若劉小麗不獲參選資格，将作为「Plan B」代表工黨出選立法會補選。

### 1995年－1997年：英屬香港立法局議員時期
1994年12月，港同盟及職工盟議員劉千石因抗議香港政府偏袒資方而撤回「僱傭條例」草案而辭去立法局議員職務，成為首名辭職的立法局議員，令議席懸空，香港政府於1995年3月5日舉行補選，結果李卓人在無競爭對手情況下自動當選。
1995年香港立法局選舉，李卓人參選製造界功能組別，並成功取得議席。
1997年6月26日，立法局通過由李卓人提交的《僱員代表權、諮詢權及集體談判權條例》（簡稱《集體談判權條例》）及多條與勞工權益有關的私人條例草案。條例當中提及，集體談判權安排適用於五十名僱員以上企業，同時工會在企業內會員人數需超過僱員人數15%及取得逾五成僱員的授權，才可獲得集體談判權。但香港臨時立法會於同年7月16日凍結《僱員代表權、諮詢權及集體談判權條例》，並於同年11月正式廢除該法例，成為了香港生效時期最短的一條法例。李卓人絕食五天抗議。
1997年香港主權移交時，他跟隨民主派拒絕加入臨時立法會而被迫「落車」。

### 1998年－2012年：香港立法會議員前期
1998年香港立法會選舉，李卓人重新出戰地區直選中的新界西選區，最終成功重返立法會。
在1999-2000年度，李卓人獲立法會議員天主教監察組評為表現滿意議員，就議案辯論發言多於30次。
2000年香港立法會選舉，李卓人以前綫及職工盟名義及一人名單角逐連任新界西立法會議員，最終連任成功。
李卓人在第二屆立法會（2000至2004年度）的表現獲立法會議員天主教監察組評為滿意，因為他在民生立場上，一直照顧基層及勞工的權益，而在政治上，亦一直支持民主政制發展，反對《香港基本法》第23條的立法。
2004年香港立法會選舉，他成功連任新界西直選立法會議員。
在2005-2006年度，李卓人獲立法會議員天主教監察組嘉許，他只有1次缺席記錄，發言37次，提出了1項動議和1次修正案，監察組認為他於屬議事積極的議員，監察組亦滿意他在考勤方面的表現。
2007年，李卓人參與介入紮鐵工人工潮，積極協助工人爭取合理待遇，最後以工人爭取到日薪860港元以及8小時工作達成共識，解決了今次罷工。36日的大罷工亦令整個建造業有重要改變，資方現在每年都要和工會集體談判工人的薪酬。
李卓人在全屆（2004-2008年度）的表現，共提出4項動議及13項修訂，為當屆立法會第三佳議員。立法會議員天主教監察組認為他整體上是議事積極的議員，並且十分滿意其今屆之表現。
2008年香港立法會選舉，他成功連任新界西直選立法會議員。
2008年10月25日，李卓人與助手進行「支援貧困長者爭取全民養老金」簽名活動期間，被一名患精神病的孫姓男子「襲擊」，企圖強行餵李卓人食香蕉。該孫姓男子事後說因不滿社民連在香港立法會擾亂秩序及黃毓民擲蕉的表現，他有樣學樣「出蕉」。李卓人事後在醫院表示，即使大家政見及立場不同，亦不應使用暴力，又指暴力不能保障社會的健康發展，有意見應提出商討，從中尋找解決的方法。社民連發表聲明強烈譴責事件，稱社會人士對公眾事務就算持不同立場，大家必須互相尊重，絕對不能訴諸野蠻及暴力。同年12月17日，該孫姓男子在屯門裁判法院被判入小欖精神科中心接受治療。
2008年12月，前綫正式併入民主黨，本身是前綫成員的李並未加入。2010年6月23日，他投票反對政改方案。

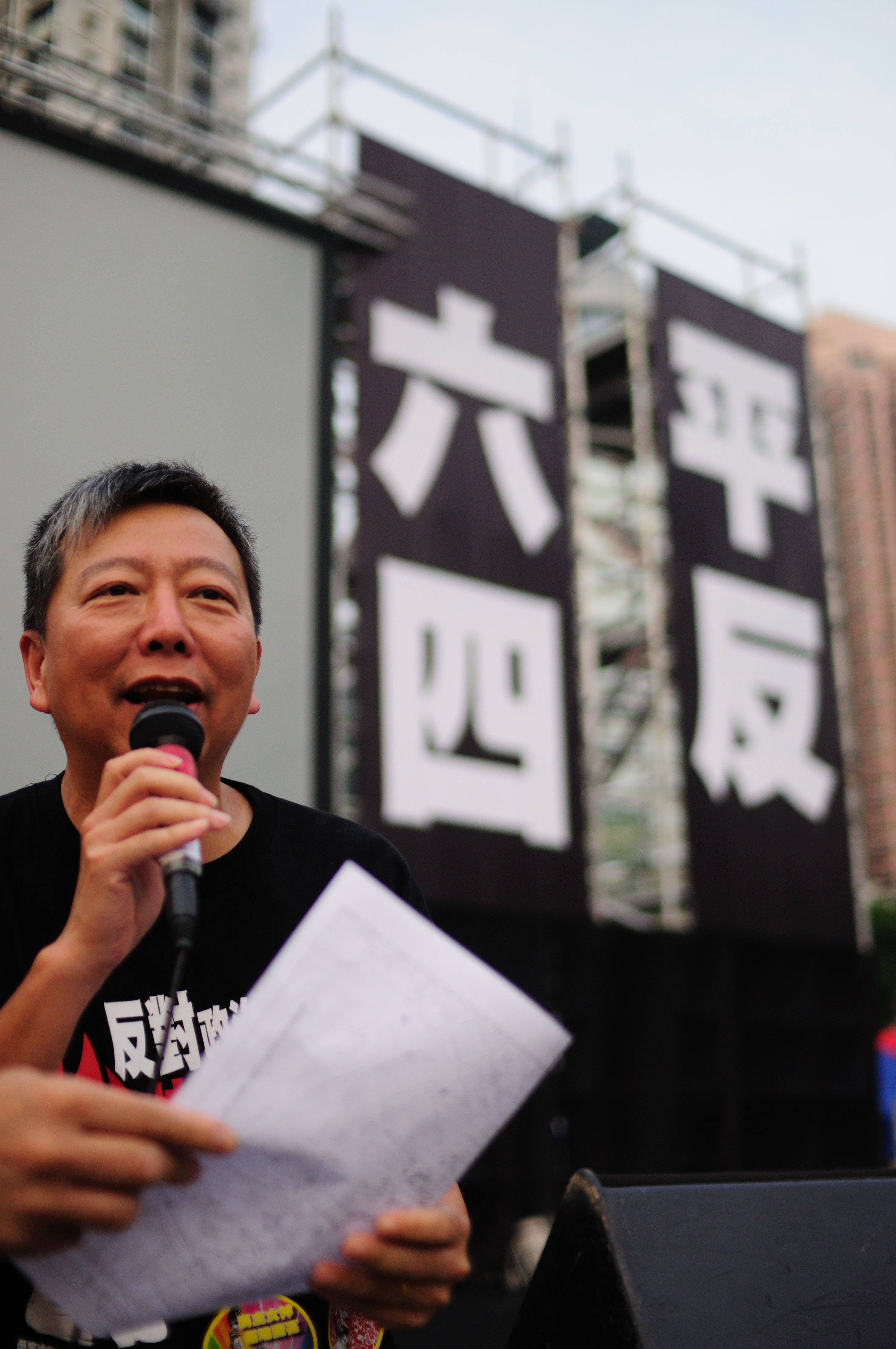
李卓人出席2010年維園六四燭光晚會

2011年1月2日司徒華去世後，他接任支聯會主席。
2011年12月18日，他與退出公民黨的張超雄、公民起動何秀蘭和民協張國柱成立工黨，並且出任創黨主席。
2012年3月25日，李卓人參與多個團體及政黨舉行，在灣仔會議展覽中心特首選舉票站會場外集會，抗議小圈子選舉，要求實行真普選時，遭警方胡椒噴霧噴中，其後李指摘警方使用過分武力不當。
2012年4月，李卓人提出引用《立法會（權力及特權）條例》，調查梁振英在特首選舉期間梁振英被爆曾在行政會議討論時要求以防暴隊對付示威者，以及要求縮短商台續牌期限，但建制派全力歸隊護航，議案終被否決。
2012年香港立法會選舉，他以工黨名義參選，成功連任新界西直選立法會議員。
2012年12月，李卓人提出引用《立法會（權力及特權）條例》，調查特首梁振英的僭建醜聞，但建制派全力歸隊護航，議案終被否決。
2013年3月1日，李卓人在審議財政預算案發表時，怒斥財政司司長曾俊華六年來都壓抑經常性開支，令許多社會問題無法解決。

### 葵青貨櫃碼頭工潮
2013年3月28日至5月6日，李卓人參與介入葵青貨櫃碼頭工潮，積極協助工人爭取合理待遇，這是香港戰後最漫長的一次工人運動，部份外判商雖達成協議，但亦有一外判商因此結業令部份工人因此失業。在協助工人爭取權益時，李卓人遭到和記黃埔高層和不少富商的攻擊和批評。
香港和黃集團董事總經理霍建寧在工潮中批評李卓人用「文革方式」製作李嘉誠的大頭照，幫工人做世界，質疑他藉著李嘉誠的名氣，抬高他自己的知名度。李卓人否認是「文革式批鬥」，「我唔係張子強，唔識做佢世界。現代社會，好多時都會創作漫畫去諷刺，唔好咁心胸狹窄啦。李嘉誠成日話要取之有道，希望佢以良心幫工人，唔係用蛇心打壓工人」。
和記黃埔港口集團董事總經理馬德富亦曾撰文，點名批評職工盟和李卓人只想從有關運動中獲取一己的政治籌碼，不單迷惑港人，更危害本港。對於他們的批評，李卓人回應表示和黃攻擊職工盟只是希望轉移視線，讓市民忽略工人薪酬，及工作環境差等問題，行動根本無助解決問題，而且工會已釋出善意，亦有誠意與資方談判，期望和黃方面能夠盡快返回談判桌。他又認為事態發展至此，是資方沒有誠意和工人談判，迫他們將行動升級，和黃亦需要為此負責。
最後外判商決定以加薪9.8%的「終極方案」和解，亦承諾改善工人工作情況，如讓工人停機吃飯、讓工人可以離機解決生理需要。對於此次工潮，外判商不會對曾參與今次工潮的工人作出追究，長達40日的工潮結束。

### 2013年－2016年：香港立法會議員後期

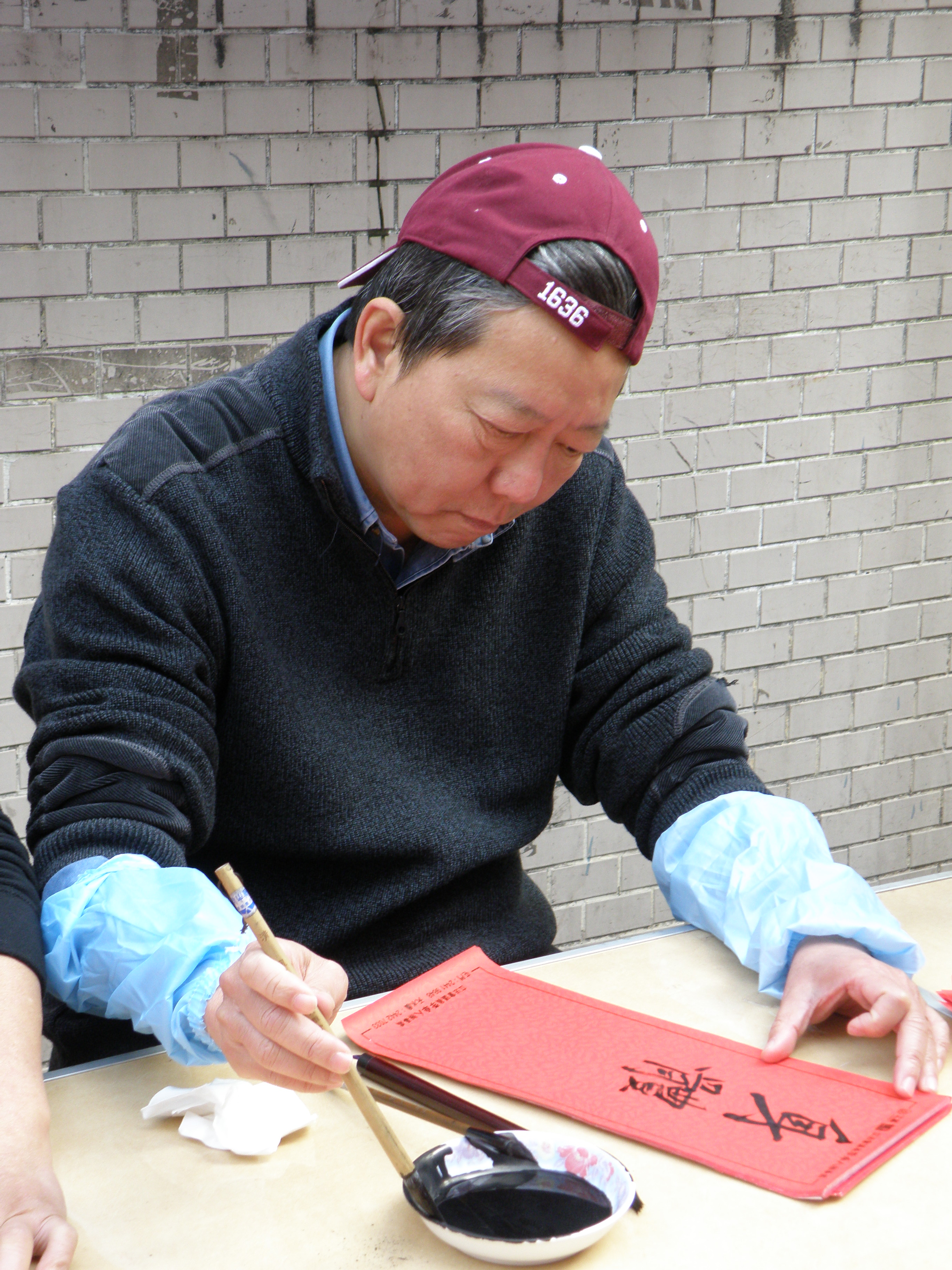
2014年的李卓人，正在為市民寫揮春

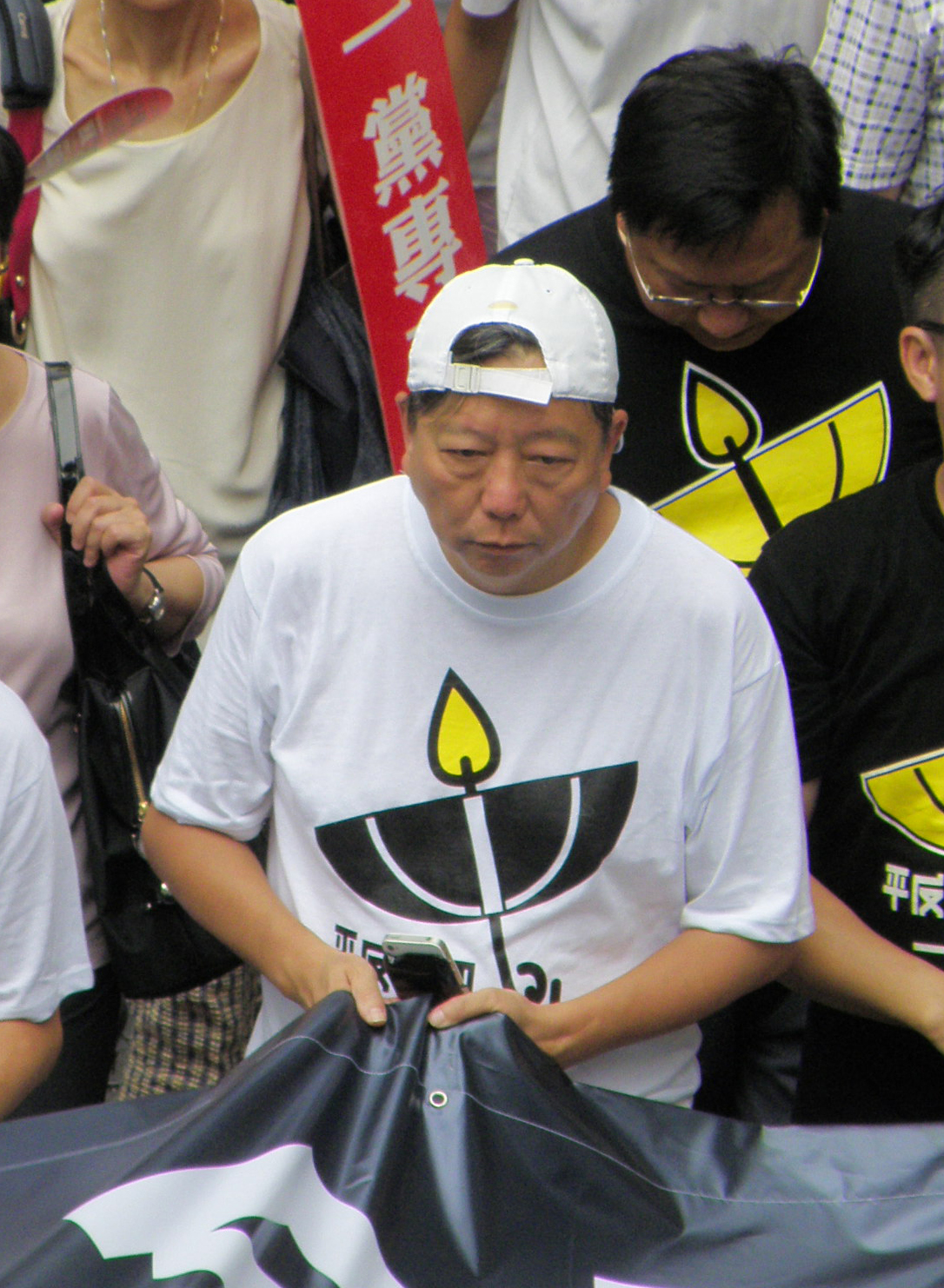
2015年的李卓人，出席平反六四大遊行

2013年4月23日，李卓人在香港大學公布十大立法會議員調查中排第7。
2013年10月，李卓人支持公民黨郭家麒提出引用《立法會（權力及特權）條例》，調查陳茂波家族在新界東北發展區內擁有農地的相關事宜，但建制派全力護航，議案終被否決。
2013年12月5日，李卓人在立法會討論低收入補貼制度的會議提到：「三十年來，由基督教工業委員會到職工盟到工黨，我只是盡我所能，竭力擺脫低工資、長工時、在職貧窮這個纏繞香港打工仔女多年的咒詛。最低工資由我第一次在立法會提出動議至真正實施，足足燃燒了十二年的青春。標準工時立法，仍然遙遙無期。爭取低收入補貼，轉眼又是磋跎十多年。勞動有價，並非憐憫。而是每名打工仔女應有的尊嚴！」
2014年8月，李卓人承認分別於2013年11月及2014年7月，收取黎智英五十萬元和一百萬元捐款，兩筆捐款直至被傳媒報導才於今年七月底過戶至工黨，換言之首筆五十萬元捐款「袋住先」長達近九個月時間。李卓人發表聲明，再次向事件引起公眾質疑致歉，又以保障捐款人私隱為「擋箭牌」，自爆從未就此作書面紀錄。有立法會議員狠批李卓人有關說法「匪夷所思」，直斥捐款事件如非被揭發，相信他會把捐款繼續「袋住先」。
2014年8月28日，廉署採取行動到工黨主席李卓人的寓所與其立法會議員辦事處調查。廉署指正調查早前接獲的貪污投訴，指控有立法會議員收受利益，涉嫌觸犯《防止賄賂條例》。
2015年2月11日，施政報告致謝議案中，工黨李卓人、張超雄及張國柱分三路出擊民生議題，就梁未有逐步取消強積金對沖機制、未有處理社會嚴重貧富懸殊問題及未承諾推全民退保等提修正案。
2015年4月14日，李卓人批評政府將25個項目綑綁在預算案是「博懵」，而每架水炮車的申請撥款金額為900萬元，亦令人質疑刻意少於1,000萬元撥款申請須經財委會審議的規定，故此提出上述修正案，強調議員有責任嚴肅審議財政預算案。
2015年4月23日，李卓人表示，如果香港人接受政府推出的假普選，將來更無可能爭取真普選，希望市民不要受欺騙。他又表示，不認同政府經常強調提委會會重視民意的說法，因提委會是小圈子選出，希望市民不要接受被操控及有篩選的選舉。
2015年5月1日，李卓人表示計劃提出私人法案，要求法定假期由12日增至17日，料近100萬打工仔受惠， 「全港270多萬僱員公平地放17日」。
2015年5月2日，職工盟及工聯會等多個勞工團體昨趁五一勞動節發起遊行，逾7,000名打工仔上街。職工盟秘書長李卓人昨化陰陽面妝，右邊寫上「8HR」，容光煥發，左邊則是「熊貓眼」，喻意標時立法拖延太耐，工人做到殘；他又戴上鎖鏈及掛上「擴輸外勞」標語，寓意外勞搶去工人飯碗。
2015年6月19日，港府日前要求立法會財務委員會加開會議，以便審議具爭議的成立創新及科技局撥款。李卓人斥梁振英「特登將啲民生議題攞嚟做人質」，表明除非當局將民生相關的撥款申請置於創科局前，否則工黨一定不會讓創科局在本立法年度內通過。
2015年12月14日，工黨星期日舉行的會員大會，選出新一屆執行委員會，由35歲的胡穗珊出任主席，原任主席李卓人退居為外務副主席，黨務副主席和政策副主席分別由25歲的趙仕信和28歲的郭永健出任。
2015年12月17日，香港立法會議員個人利益監察委員，在三位泛民監察委員反對之下委員會裁定，李卓人及梁國雄議員未有申報收取壹傳媒前主席黎智英捐款投訴不成立。
李卓人接受採訪時承認有處理不慎。李卓人亦向委員會提供證據，證明自己沒有利用第一筆捐款牟利，進行任何投資或貸款。
2016年3月22日，李卓人聲援土地正義聯盟於天水圍嘉湖山莊「泥頭山」附近進行「以泥還泥」的行動。李卓人到場衝入「泥頭山」後坐在地上不願離去，最後與多名土地正義聯盟成員在行動中被警方帶走。
2016年5月17日，工黨包括李卓人在內就全國人大委員長张德江訪港發表「致：全國人大委員長張德江先生」信件。信件主要有三個重點，包括：（一）撤回831決定 重啟政改 落實真普選，（二）梁振英下台 停止社會撕裂，（三）停止干預香港事務。
2016年5月24日，李卓人到場協助百多名廣深港高鐵香港段建築工人，不滿被拖欠近兩個月共500萬元薪金，在工作地點油麻地地盤罷工抗議，追討欠薪。其後工人代表與二判天美、總承判商「金門－禮頓」聯營達成共識，工人隨即復工。
2016年香港立法會選舉，他再次以工黨名義尋求連任新界西地區直選立法會議員，只獲全區票數排名第十的30,149票落敗。李卓人敗選後在記者會上落淚，結束二十一年的立法會生涯，他和支持者對於以僅5000票差距敗給何君堯感不值，承認是自己做得不夠好。

### 2016年－至今
李卓人在2016年立法會換屆選舉落敗後，稱不會再參選，並會「讓路」予年輕人，給他們機會踏上從政之路。
2018年6月，正值六四事件29周年，李卓人是支聯會秘書，他稱希望年輕人能「不論身份，一起反擊，對抗內地威權」，並說如果維園六四燭光晚會缺少大學生，將削弱團結和展示訴求的力量。
2018年11月25日，香港立法會舉行九龍西地方選區補選，以填補因劉小麗在該選區的民選議席因被法院裁定喪失議員資格而形成的空缺。工黨李卓人以及全黨上下均全力支持劉小麗再報名參選這屆選舉，盼能「奪回」議席，在同年10月2日提名期甫開始她即報名參選，惟她的參選資格遲遲未獲確認，最終於10月12日被選舉主任裁定提名無效。李卓人在當日早上傳出劉將會被取消資格的消息後隨即報名參選，他稱如果劉小麗「入閘」而自己已參選的話，他會棄選。他被視為劉被取消資格後民主派的第二人選（Plan B）。當劉被正式裁定提名無效後，劉轉而全力協助李參選。最後他以票數93,047票、得票率43.28%落敗，低當選的陳凱欣13,410票。
2023年2月2日，中國“新公民運動”活動者丁家喜獲美國務院人權獎；包含黎智英、李卓人在內等六位港人獲諾貝爾和平獎提名。

## 被拘捕

### 與黎智英及楊森被捕
2020年2月28日，李卓人因參與未經警方批准的「十萬基督徒為香港罪人祈禱大遊行」被帶往長沙灣警署調查。

### 非法集結案
2020年4月18日，李與多名同屬前任及現任立法會議員和多名泛民主派人士，如區諾軒、梁國雄、楊森、李柱銘、吳靄儀、單仲偕、何俊仁、何秀蘭和梁耀忠，商人黎智英、民間副召集人陳皓桓、社民連的吳文遠、黃浩銘和民主黨的蔡耀昌達15人，被警方以參加於8月18日，10月1及20日的未經批准集會為由，以非法集結為名於同日作出拘捕。5月18日下午，案件被告於西九龍裁判法院提堂，分三案處理，暫毋須答辯，控方申請押後案件四周至6月1 日再訊，以便控方準備文件將案件轉介至區域法院處理，期間各被告獲准各以1,000元保釋候訊。
2021年2月16日，西九龍法院開審「煞停警黑亂港 落實五大訴求」集會未經批准集結案，李卓人为被告之一，但否認控罪。由於辯方臨時表示要呈交專家報告，法庭將案押後至17日繼續。2021年4月16日，李卓人以未經批准集結罪被判入獄14個月。
案中黎智英、吳靄儀、李柱銘及梁國雄等7人不服定罪和刑罰提上訴，在2022年11月28日於高院處理許可申請。上訴方指，「組織」是指「事前」準備，沒有證據顯示各被告有份組織，又以韓國梨泰院、香港蘭桂坊的人踩人事件為例，指出「流水式」集會協助疏散人群，亦有其重要性。上訴庭最終於2023年8月14日頒下判詞，裁定7人「組織未經批准集結」罪上訴得直，其中刑期尚未服畢的黎智英、李卓人、梁國雄、何秀蘭獲減刑3至6個月，而「明知而參與未經批准集結」罪的上訴則全數駁回。

## 職位
- 職工盟秘書長（1990年－2021年）
- 英屬香港香港立法局議員（1995－1997年）
- 香港立法會議員（1998年－2016年）
- 支聯會副主席（2002－2011年）
- 支聯會主席（2011年－2014年、2019年－2021年）
- 香港大學校董會成員（2008年－2011年）
- 東華三院顧問局成員（2004－2008年）
- 工黨主席（2011年－2015年）

## 相關
- 工黨
- 職工盟
- 支聯會

## 家庭
李卓人已婚，妻子為鄧燕娥，是國際家務工聯會的現任秘書長 ；女兒李適之於香港中學會考考獲九優（9A）成績。

## 外部連結
- 李卓人議員網頁

| 前任： 新設           | 工黨主席 2011年—2015年   | 繼任： 胡穗珊         |
| 前任： 新設           | 職工盟秘書長 1990年—     | 繼任： 現任           |
| 前任： 李柱銘、朱耀明 | 支聯會副主席 2002—2011年 | 繼任： 蔡耀昌、麥海華 |
| 前任： 司徒華         | 支聯會主席 2011年—2014年 | 繼任： 何俊仁         |